# Rutki-Bronisze
Rutki-Bronisze – część wsi Rutki-Borki w Polsce położona w województwie mazowieckim, w powiecie ciechanowskim, w gminie Ciechanów. 
Rutki-Bronisze wchodzą w skład sołectwa Rutki-Borki.
W latach 1975–1998 Rutki-Bronisze administracyjnie należały do województwa ciechanowskiego.
Obok Rutek-Bronisz przepływa niewielka rzeka Rosica, dopływ Wkry.